# (663) Gerlinde
(663) Gerlinde es un asteroide perteneciente al cinturón de asteroides descubierto el 24 de junio de 1908 por August Kopff desde el observatorio de Heidelberg-Königstuhl, en Alemania.
Se desconoce la razón del nombre.